# Toro Rosso STR6
La Toro Rosso STR6 è una vettura di Formula 1 con la quale la scuderia faentina affronta il campionato mondiale del 2011.
La vettura è stata presentata il 1º febbraio 2011 presso il Circuito Ricardo Tormo di Valencia, in Spagna. Vengono confermati i piloti della stagione precedente: Jaime Alguersuari e Sébastien Buemi.

## Livrea
La vettura presenta la classica colorazione rossa e blu.

## Sviluppo
La vettura dispone di un motore Ferrari e anche il KERS è fornito dalla casa di Maranello.

## Piloti
| Piloti ufficiali     | Piloti ufficiali  | Piloti ufficiali |
| Nazione              | Nome              | Numero           |
| -------------------- | ----------------- | ---------------- |
| Svizzera (bandiera)  | Sébastien Buemi   | 18               |
| Spagna (bandiera)    | Jaime Alguersuari | 19               |
| Piloti di riserva    |                   |                  |
| Nazione              | Nome              | Nome             |
| Australia (bandiera) | Daniel Ricciardo  | Daniel Ricciardo |
| Francia (bandiera)   | Jean-Éric Vergne  | Jean-Éric Vergne |

Daniel Ricciardo prende parte alla prima sessione di prove del venerdì, nei Gran Premi.
Dal Gran Premio di Gran Bretagna Ricciardo sarà pilota titolare alla HRT-Cosworth al posto dell'indiano Narain Karthikeyan.
Nel Gran Premio di Corea il francese Jean-Éric Vergne, giunto secondo nella World Series by Renault 2011, prenderà il posto di Jaime Alguersuari nelle prime prove libere del venerdì. È annunciato che prenderà parte a tali prove libere anche nel Gran Premio di Abu Dhabi, al posto di Sébastien Buemi e nel Gran Premio del Brasile. È il primo francese che torna su una monoposto di F1 durante un weekend di gara dal Gran Premio di Abu Dhabi 2009, quando Romain Grosjean corse per la Renault.

## Stagione 2011

### Test
La vettura viene portata all'esordio da Jaime Alguersuari il 1º febbraio nei test di Valencia. Il giorno seguente il lavoro è stato diviso anche con Sébastien Buemi. I tempi sono lontani dai primi, pur la vettura non riscontrando gravi problemi tecnici.
Nei successivi test di Jerez è avvenuto l'esordio di Daniel Ricciardo che, il primo giorno, ha fatto segnare il quarto miglior tempo. Il giorno seguente anche Alguersuari ha concluso col quarto tempo di giornata. Il 12 febbraio invece Buemi è stato rallentato da problemi tecnici. Il giorno seguente lo svizzero ha fatto segnare invece il quarto tempo di giornata.
Le buone prestazioni sono state confermate anche nei test di Barcellona tra il 18 e 21 febbraio: Alguersuari è stato terzo il primo giorno, secondo il giorno seguente, mentre Buemi ha chiuso terzo l'ultima giornata dei test.
Nell'ultima sessione, svolta a marzo a Barcellona, il primo giorno la vettura ha fatto riscontrare dei problemi tecnici, mentre il giorno seguente Buemi ha colto il secondo miglior tempo, sopravanzato solo dalla RBR di Sebastian Vettel.

### Campionato
Sébastien Buemi giunge ottavo nella gara inaugurale in Australia. Un buon risultato è ottenuto nella qualifiche del Gran Premio di Cina con entrambe le vetture che raggiungono la Q3. in gara invece Buemi sarà lontano dai punti e Alguersuari sarà costretto al ritiro per una ruota non fissata bene alla vettura.
Nella parte centrale del campionato sia Buemi che Alguersuari vanno spesso a punti, pur con una vettura che parte nelle retrovie. Nel Gran Premio d'Ungheria entrambe le vetture vanno a punti. A Spa, nella gara seguente, Alguersuari raggiunge la Q3 ma entrambe le vetture sono costrette al ritiro. Nel Gran Premio d'Italia e Gran Premio di Corea entrambe le vetture vanno a punti con lo spagnolo che chiude settimo. La casa chiude con l'ottavo posto nella classifica costruttori.

## Risultati in Formula 1
| Anno | Team                | Motore             | Gomme | Piloti      |    |    |     |    |    |     |    |    |     |    |    |     |    |    |     |   |     |     |    | Punti | Pos. |
| ---- | ------------------- | ------------------ | ----- | ----------- | -- | -- | --- | -- | -- | --- | -- | -- | --- | -- | -- | --- | -- | -- | --- | - | --- | --- | -- | ----- | ---- |
| 2011 | Scuderia Toro Rosso | Ferrari 056 2.4 V8 | P     | Buemi       | 8  | 13 | 14  | 9  | 14 | 10  | 10 | 13 | Rit | 15 | 8  | Rit | 10 | 12 | Rit | 9 | Rit | Rit | 12 | 41    | 8º   |
| 2011 | Scuderia Toro Rosso | Ferrari 056 2.4 V8 | P     | Alguersuari | 11 | 14 | Rit | 16 | 16 | Rit | 8  | 8  | 10  | 12 | 10 | Rit | 7  | 21 | 15  | 7 | 8   | 15  | 11 | 41    | 8º   |

| Legenda | 1º posto     | 2º posto | 3º posto    | A punti         | Senza punti/Non class.  | Grassetto – Pole position Corsivo – Giro più veloce |
| Legenda | Squalificato | Ritirato | Non partito | Non qualificato | Solo prove/Terzo pilota | Grassetto – Pole position Corsivo – Giro più veloce |